# Korn shell
Korn shell (ksh) je unixový shell, který byl vyvinut Davidem Kornem (AT&T Bell Laboratories) na počátku 80. let 20. století. Je zpětně kompatibilní s Bourne shellem (bsh) a zahrnuje v sobě také řadu kladných vlastností C shellu (csh), jakou je např. historie příkazů. Ksh má za cíl respektovat jazykový standard Shellu (POSIX 1003.2 “Shell and Utilities Language Committee”).
Pro interaktivní použití nabízí ksh možnost editování příkazové řádky způsobem WYSIWYG tak, že se buď aktivováním směru kursoru nahoru (šipka nahoru) nebo stiskem kombinace kláves pro předchozí řádku vyvolá předchozí příkaz a poté uživatel upravuje příkaz jako kdyby byl v módu editace řádky. Dostupné jsou tři módy, kompatibilní s vi, emacs a gmacs.
Až do roku 2000 zůstával Korn Shell softwarem vlastněným společnosti AT&T a pak byl zdrojový kód zveřejněn a stal se open source.
Původně stále pod licencí AT&T a roku 2005 pod licencí Common Public License. Korn Shell je dostupný jako součást kolekce open source softwaru od AT&T Software Technology (AST). Přestože byl původně dostupný výhradně pod komerční licencí, byla časem dovyrobena řada “free” a open source alternativ. Tyto zahrnují pdksh (public domain), bash (Bourne-Again Shell od Free Software Foundation) a zsh.
Vylepšená verze ksh93 podporuje asociativní pole a práci s plovoucí řádovou čárkou. Přestože verze ksh93 přidala mnoho vylepšení, někteří prodejci stále distribuují svou vlastní verzi starší ksh88 jako /bin/ksh, někdy s nadstavbou. Existují dvě modifikované verze ksh93, které přidávají možnosti jak ovládat grafické uživatelské rozhraní: dtksh jako součást CDE a tksh, který umožňuje přístup k Tk widget toolkit.
SKsh je verze pro AmigaOS, která nabízí několik specifických Amiga vlastností jako je používání jazyka ARexx.
MKS Korn shell od MKS Inc. je další komerční “předělávka” ksh. Je součástí Services for Unix (SFU) od Microsoftu a také Subsystému pro Unix-based aplikace (SUA) ve Windows Vista Enterprise a Ultimate Edition.